# Kanton Clervaux
Kanton Clervaux (lb. Kanton Klierf, fr. Canton de Clervaux, niem. Kanton Clerf) – jeden z dwunastu kantonów w Luksemburgu, znajduje się w północnej części kraju. Przed 3 października 2015 należał do dystryktu Diekirch. Siedziba kantonu znajduje się w miejscowości Clervaux (Klierf, Clerf). Pod względem powierzchni jest największym kantonem w kraju.

## Podział administracyjny
W skład kantonu wchodzi pięć gmin (gemeng, commune, Gemeinde):
1. Clervaux (Klierf, Clerf)
  - Heinerscheid (Hengescht)
  - Munshausen (Munzen)
2. Parc Hosingen (Parc Housen)
  - Consthum (Konstem)
  - Hoscheid (Houschent)
  - Hosingen (Housen)
3. Troisvierges (Ëlwen, Ulflingen)
4. Weiswampach (Wäiswampech)
5. Wincrange (Wëntger, Wintger)